# Ерденево (станция)
Ерде́нево (бывш. Разъезд № 16) — станция Московской железной дороги, расположена в границах Сельского поселения «Деревня Ерденево» Малоярославецкого района Калужской области. Открыта в 1899 году на Московско-Киево-Воронежской железной дороге.

## Описание
Находится на электрифицированном участке Бекасово I — Тихонова Пустынь Московской железной дороги. Станция входит в Московско-Смоленский центр организации работы железнодорожных станций (ДЦС-3) Московской дирекции управления движением ОАО РЖД. Имеются две высокие боковые пассажирские платформы, соединённые между собой низким пешеходным переходом, кирпичное здание железнодорожного вокзала (1912).
Свое название станция получила от близлежащей деревни — Ерденево. Рядом проходят: федеральная автомобильная магистраль М3 «Украина» (Киевское шоссе) и автодорога регионального значения Малоярославец — Детчино — Калуга.
Путевое развитие состоит из 7 путей различного назначения, в том числе двух тупиков. От станции отходит однопутная неэлектрифицированная ветка до промышленного участка (территория бывшей лесопилки). На участке у северной горловины (д. Афанасово) расположен железнодорожный переезд на пересечении с автодорогой Малоярославец — Калуга, оборудованный двумя шлагбаумами и свето-звуковой сигнализацией.
Расстояние от Киевского вокзала города Москвы 133 километра, время в пути на электропоезде около 2 часов 10 минут. Турникеты отсутствуют. У здания вокзала и на одной из платформ установлены терминалы предварительного проездного документа — ТППД.

## История
Разъезд № 16 был открыт в августе 1899 года на участке Малоярославец — Тихонова Пустынь Московско-Киево-Воронежской железной дороги в одной версте от деревни Ерденево Марьинской волости Малоярославецкого уезда. К 1913 году в деревне Ерденево постоянно проживали 685 человек, имелась земская школа. Были построены каменное здание железнодорожного вокзала, дополнительный путь и пакгауз. Вскоре вокруг разъезда вырос небольшой одноимённый посёлок.
Осенью 1941 года, обороняя разъезд Ерденево, героически сражались курсанты подольских военных училищ из сводного 4-го батальона и бойцы 1079 полка 312-й стрелковой дивизии полковника Наумова. 22 ноября 1941 года диверсионной группе офицера НКВД А. Гаврильчика удалось взорвать железнодорожный мост, расположенный между Ерденево и разъездом 126 км..
Разъезд Ерденево был освобождён от немецких оккупантов 4 января 1942 года бойцами и командирами 194-й стрелковой дивизии генерал-майора П. А. Фирсова из состава 49-й армии Западного фронта.

## Пассажирское движение
На станции имеют остановку все электропоезда, следующие на Москву, Калугу и Кресты. Поезда дальнего следования и экспрессы здесь остановок не имеют.

## Комментарии
1. ↑  Данные о точных границах региона (отделения) не публиковались в официальных источниках.
2. ↑  ТППД — терминал, с помощью которого пассажир оформляет предварительный проездной документ (талон), подтверждающий факт отправления от станций, где отсутствуют или не работают билетные кассы и билетные автоматы.